# Anfernee Simons
Anfernee Tyrik Simons (Altamonte Springs, Florida, 8 de junio de 1999) es un baloncestista estadounidense que pertenece a la plantilla de los Boston Celtics de la NBA. Con 1,91 metros de estatura, juega en la posición de escolta.

## Trayectoria deportiva

### High School
Comenzó su etapa de instituto en el Edgewater High School de Orlando (Florida), donde en su año sophomore promedió 17,8 puntos, 2,4 rebotes y 4,6 asistencias por partido. Al año siguiente fue transferido a la Montverde Academy de Montverde (Florida), pero tras ser un jugador de banquillo regresó a Edgewater donde promedió 23,8 puntos, 7,2 rebotes, 4,2 asistencias y 1,8 robos de balón.
Tras graduarse, en lugar de asistir a una universidad, eligió un curso de posgraduado en la IMG Academy de Bradenton (Florida), donde jugó una temporada en la que promedió 21,4 puntos y 6,9 rebotes. Barajó varias posibilidades a la hora de elegir universidad, pero finalmente decidió ir directamente al Draft de la NBA. Se convirtió en el tercer jugador desde 2005, tras Thon Maker y Satnam Singh Bhamara, en aparecer en un draft de la NBA sin pasar por la universidad.

### Profesional
Fue elegido en la vigésimo cuarta posición del Draft de la NBA de 2018 por Portland Trail Blazers.
El 2 de marzo de 2021, durante el All-Star Weekend, se proclamó campeón del Concurso de Mates de la NBA
Durante su cuarta temporada en Portland, el 3 de enero de 2022, ante Atlanta Hawks, anota 43 puntos.
El 30 de junio de 2022 acuerda una extensión de contrato con los Blazers por 4 años y $100 millones.
Durante su quinta temporada con los Blazers, el 3 de diciembre de 2022, ante Utah Jazz, consigue la máxima anotación de su carrera con 45 puntos.
En el trascurso de su sexta temporada en Portland, el 21 de diciembre de 2023 ante Washington Wizards, anota 41 puntos. El 26 de enero de 2024 anota 40 puntos y reparte 10 asistencias ante San Antonio Spurs.
Tras siete años en Portland, el 23 de junio de 2025, es traspasado a Boston Celtics a cambio de Jrue Holiday.

## Estadísticas de su carrera en la NBA

### Temporada regular
| Año     | Equipo   | PJ  | PT  | MPP  | %TC  | %3P  | %TL  | RPP | APP | ROB | TPP | PPP  |
| ------- | -------- | --- | --- | ---- | ---- | ---- | ---- | --- | --- | --- | --- | ---- |
| 2018-19 | Portland | 20  | 1   | 7.1  | .444 | .345 | .563 | .7  | .7  | .1  | .0  | 3.8  |
| 2019-20 | Portland | 70  | 4   | 20.7 | .399 | .332 | .826 | 2.2 | 1.4 | .4  | .1  | 8.3  |
| 2020-21 | Portland | 64  | 0   | 17.3 | .419 | .426 | .807 | 2.2 | 1.4 | .3  | .1  | 7.8  |
| 2021-22 | Portland | 57  | 30  | 29.5 | .443 | .405 | .888 | 2.6 | 3.9 | .5  | .1  | 17.3 |
| 2022-23 | Portland | 62  | 62  | 35.0 | .447 | .377 | .894 | 2.6 | 4.1 | .7  | .2  | 21.1 |
| 2023-24 | Portland | 46  | 46  | 34.4 | .430 | .385 | .916 | 3.6 | 5.5 | .5  | .1  | 22.6 |
| 2024-25 | Portland | 70  | 70  | 32.7 | .426 | .363 | .902 | 2.7 | 4.8 | .9  | .1  | 19.3 |
| Total   | Total    | 389 | 213 | 26.8 | .431 | .381 | .880 | 2.5 | 3.3 | .5  | .1  | 15.0 |

### Playoffs
| Año   | Equipo   | PJ | PT | MPP  | %TC  | %3P  | %TL  | RPP | APP | ROB | TPP | PPP |
| ----- | -------- | -- | -- | ---- | ---- | ---- | ---- | --- | --- | --- | --- | --- |
| 2019  | Portland | 5  | 0  | 2.4  | .000 | .000 | .800 | .0  | .0  | .2  | .0  | .8  |
| 2020  | Portland | 4  | 0  | 20.5 | .305 | .429 | .833 | 2.8 | 2.5 | 1.5 | .0  | 6.8 |
| 2021  | Portland | 6  | 0  | 17.8 | .560 | .611 | .000 | 2.7 | .8  | .3  | .2  | 6.5 |
| Total | Total    | 15 | 0  | 13.4 | .379 | .500 | .818 | 1.8 | 1.0 | .6  | .1  | 4.7 |